# Lasioglossum moros
Lasioglossum moros är en biart som beskrevs av Ebmer 2002. Lasioglossum moros ingår i släktet smalbin, och familjen vägbin. Inga underarter finns listade i Catalogue of Life.